# Jeux d'Asie du Sud-Est de 2009
Navigation
Édition précédente Édition suivante
Les Jeux d'Asie du Sud-Est de 2009 ont eu lieu du 9 au 18 décembre 2009 à Vientiane, capitale du Laos. Il s'agit de leur vingt-cinquième édition.

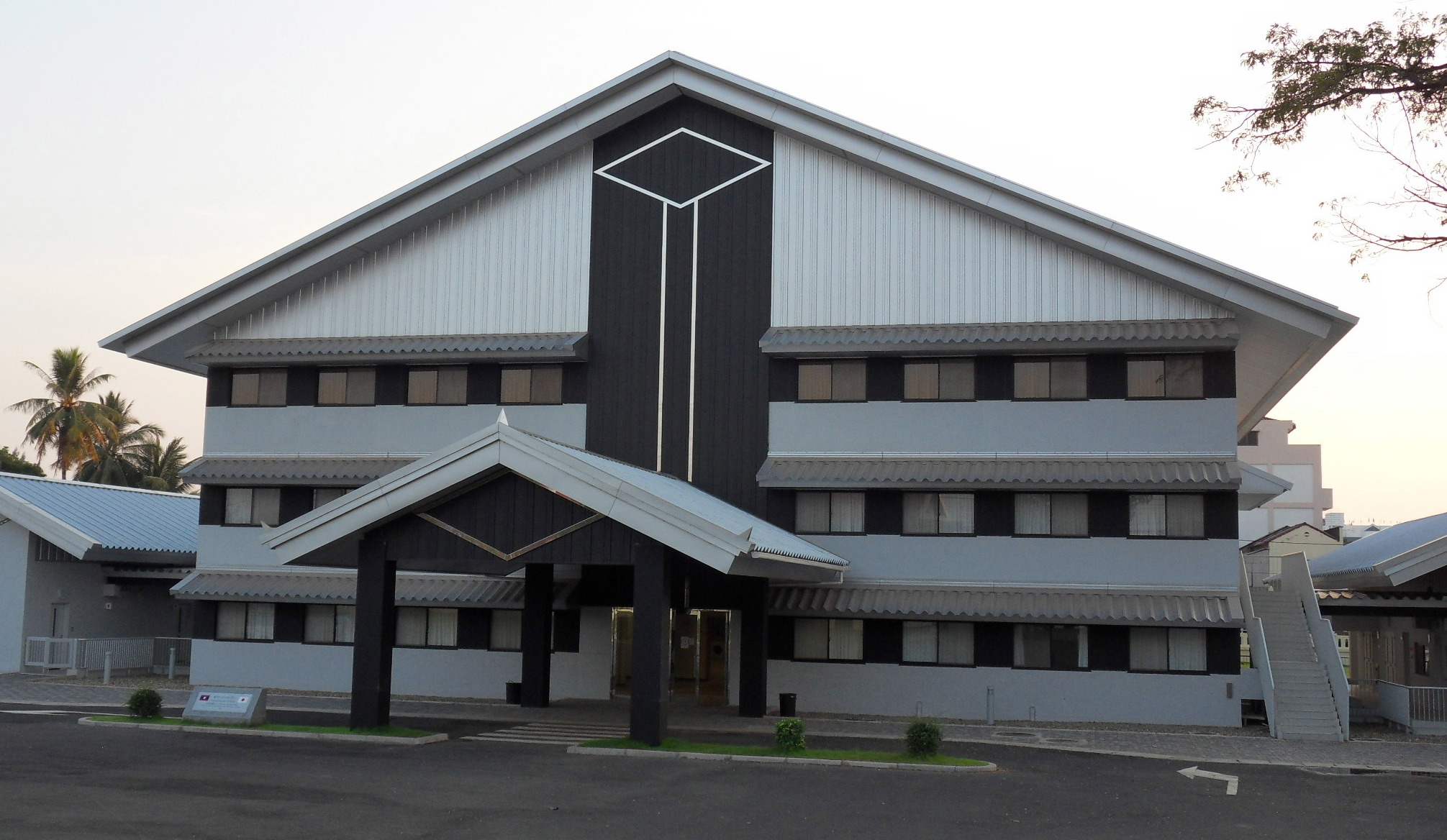
Le Budo Center de Vientiane.

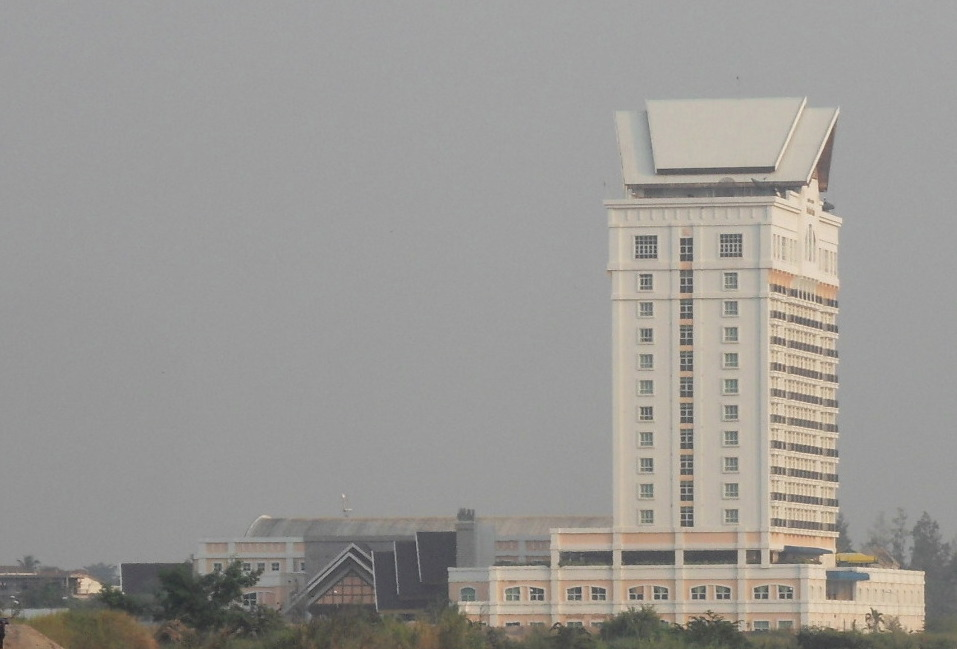
Don Chan Palace, où se sont déroulées les épreuves de billard.

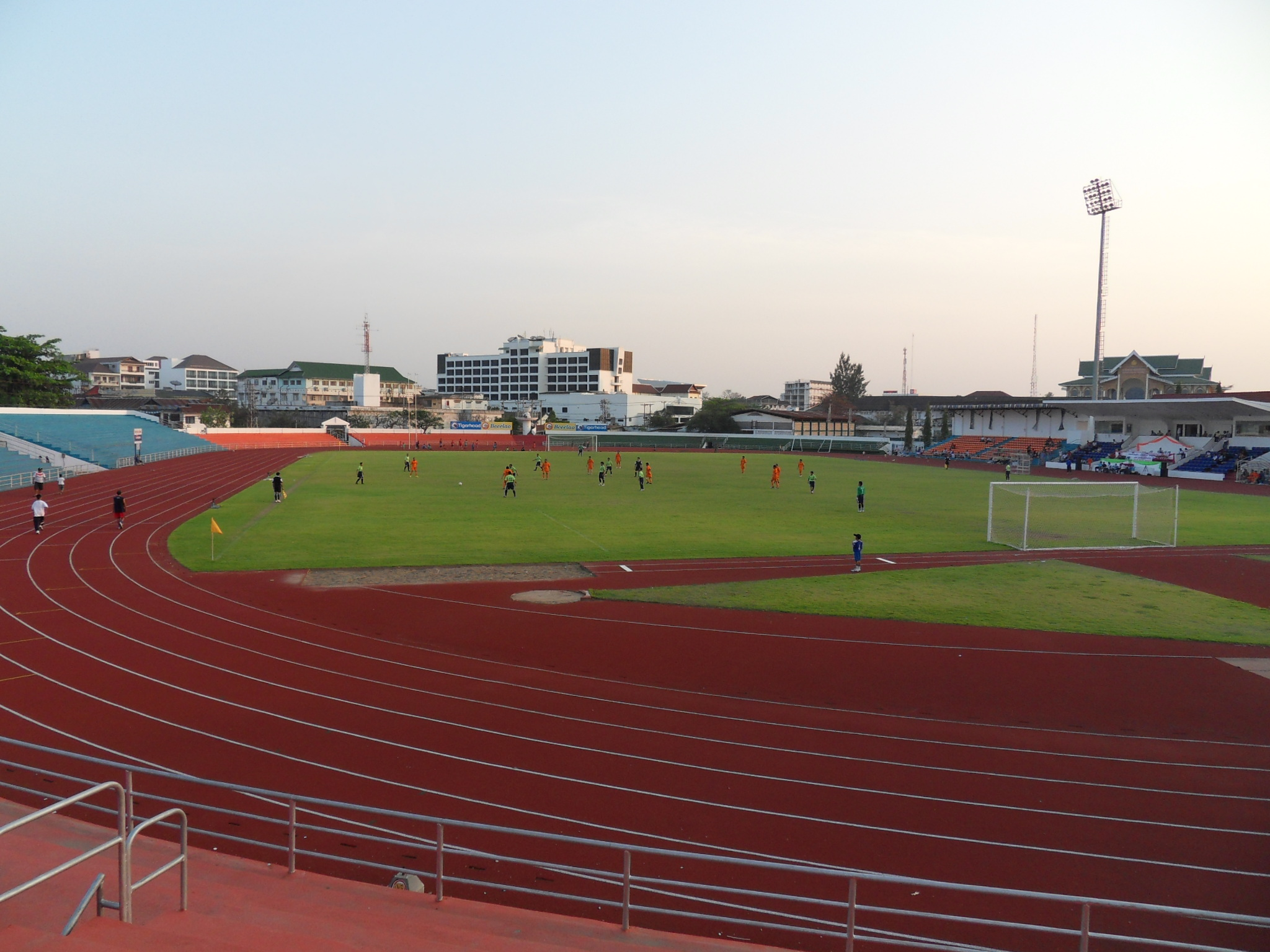
Le Stade Anouvong.

Plusieurs équipements sportifs ont été construits pour l'occasion :
- en banlieue, un complexe sportif comportant notamment un nouveau stade national pouvant recevoir plus de 20 000 spectateurs (épreuves d'athlétisme, phases finales du football)
- à Vientiane même, un budo center (judo et karaté)

Quelques épreuves se sont déroulées dans des enceintes existantes, comme les éliminatoires du football au stade Anouvong et le billard à Don Chan Palace (construit pour le 10e sommet de l'ASEAN en 2004).

## Pays participants
Comme en 2007, les 11 pays d'Asie du Sud-Est sont représentés. Chaque nation remporte au moins une médaille, même si le Timor oriental ne remporte aucune épreuve. La Thaïlande termine en tête du tableau des médailles, le Laos, pays organisateur, est septième.
| Rang  | Nation         | Or  | Argent | Bronze | Total |
| ----- | -------------- | --- | ------ | ------ | ----- |
| 1     | Thaïlande      | 86  | 83     | 97     | 266   |
| 2     | Viêt Nam       | 83  | 75     | 57     | 215   |
| 3     | Indonésie      | 43  | 53     | 74     | 170   |
| 4     | Malaisie       | 40  | 40     | 59     | 139   |
| 5     | Philippines    | 38  | 35     | 51     | 124   |
| 6     | Singapour      | 33  | 30     | 35     | 98    |
| 7     | Laos           | 33  | 25     | 52     | 110   |
| 8     | Birmanie       | 12  | 22     | 37     | 71    |
| 9     | Cambodge       | 3   | 10     | 27     | 40    |
| 10    | Brunei         | 1   | 1      | 8      | 10    |
| 11    | Timor oriental | 0   | 0      | 3      | 3     |
| Total | Total          | 372 | 374    | 500    | 1246  |

## Sports
En raison du manque d'équipements sportifs, le nombre de discipline est réduit à 28, contrairement à l'édition 2007 à Nakhon Ratchasima (Thaïlande), où il y en avait 43.
Parmi les disciplines olympiques retirées figurent le baseball, le canoë-kayak, la voile, la gymnastique, le hockey, l'aviron, l'escrime, le triathlon, l'équitation, le softball et le basket-ball.
Les sports représentés étaient :
| - Athlétisme - Badminton - Billard et snooker - Boxe - Cyclisme - Dacau - Football - Golf - Haltérophilie - Judo - Karaté - Lutte - Muay thai - Nage avec palmes | - Natation - Pencak-Silat - Pétanque - Plongeon - Plongeon synchronisé - Sepak takraw - Taekwondo - Tennis - Tennis de table - Tir à l'arc - Tir sportif - Volley-ball - Water-polo - Wushu |

## Sponsors
Les Jeux 2009 ont quatre sponsors officiels : Tigo, marque du groupe de téléphonie luxembourgeois Millicom, ainsi que les marques de boisson Milo (groupe Nestlé), Power Plus (groupe ThaiBev) et Green Tea (groupe Oishi Drinks).
Parmi les partenaires officiels, on retrouve des entreprises laotiennes (Lao Brewery Company, LaoTel), du Sud-Est asiatique (les thaïlandais FBT, PTT et TOT (en), le club de football vietnamien Hoàng Anh Gia Lai) et américaines (Pepsi).